# Área metropolitana de Lancaster
El Área Metropolitana de Lancaster y oficialmente como Área Estadística Metropolitana de Lancaster, PA MSA tal como lo define la Oficina de Administración y Presupuesto, es un Área Estadística Metropolitana centrada en la ciudad de Lancaster en el estado estadounidense de Pensilvania. El área metropolitana tenía una población en el Censo de 2010 de 519.445 habitantes, convirtiéndola en la 99.º área metropolitana más poblada de los Estados Unidos. El área metropolitana de Lancaster comprende solamente el condado de Lancaster y la ciudad más poblada es Lancaster.

## Composición del área metropolitana

### Ciudades
Lancaster 

### Boroughs
Adamstown‡ |
Akron |
Christiana |
Columbia |
Denver |
East Petersburg |
Elizabethtown |
Ephrata |
Lititz |
Manheim |
Marietta |
Millersville |
Mount Joy |
Mountville |
New Holland |
Quarryville |
Strasburg |
Terre Hill 

### Municipios
Bart |
Brecknock |
Caernarvon |
Clay |
Colerain |
Conestoga |
Conoy |
Drumore |
Earl |
East Cocalico |
East Donegal |
East Drumore |
East Earl |
East Hempfield |
East Lampeter |
Eden |
Elizabeth |
Ephrata |
Fulton |
Lancaster |
Leacock |
Little Britain |
Manheim |
Manor |
Martic |
Mount Joy |
Paradise |
Penn |
Pequea |
Providence |
Rapho |
Sadsbury |
Salisbury |
Strasburg |
Upper Leacock |
Warwick |
West Cocalico |
West Donegal |
West Earl |
West Hempfield |
West Lampeter 

### Lugares designados por el censo
Brickerville |
Clay |
East Earl |
Gap |
Leacock-Leola-Bareville |
Maytown |
Paradise |
Reamstown |
Rheems |
Rothsville |
Salunga-Landisville |
Willow Street 

### Áreas no incorporadas
Bainbridge |
Bausman |
Bird-in-Hand |
Brownstown |
Blainsport |
Blue Ball |
Bowmansville |
Buck |
Central Manor |
Churchtown |
Cocalico |
Conestoga |
Conewago |
Creswell |
Dillerville |
Elm |
Falmouth |
Farmersville |
Fivepointville |
Georgetown |
Goodville |
Gordonville |
Hempfield |
Hinkletown |
Holtwood |
Hopeland |
Intercourse |
Kinzers |
Kirkwood |
Kissel Hill |
Lampeter |
Leaman Place |
Lyndon |
Martindale |
Mastersonville |
Mechanics Grove |
New Danville |
Neffsville |
Nickel Mines |
Penryn |
Pequea |
Rawlinsville |
Refton |
Reinholds |
Ronks |
Safe Harbor |
Schoeneck |
Silver Spring |
Smoketown |
Stevens |
Talmage |
Wakefield |
Washington Boro |
White Horse 